# عبد الرزاق شريط
عبد الرزاق شريط (1937 - 3 نوفمبر 2024)، هو كاتب وسياسي تونسي.
ولد شريّط في تونس عام 1937م، وشغل منصب رئيس بلدية توزر في الفترة الممتدة من عام 1995 إلى 2008، حيث حوّل خلالها الواحة إلى قطب سياحي وثقافي بارز، وعمل على تعزيز البنية التحتية الفندقية، فضلا عن المساهمة في الحفاظ على التراث الثقافي للمدينة.
وانتُخب عبد الرزاق شريّط لعضوية مجلس نواب الشعب (تونس) في 26 أكتوبر 2014 عن دائرة توزر ضمن قائمة مستقلة. وقدّم دعمه للباجي قائد السبسي في الانتخابات الرئاسية.

## من مؤلفاته
ترك عبد الرزاق شريّط عدّة مؤلفات، من بينها:
- كتاب "أبو القاسم الشابي" (2002).